# 強交互作用粒子
強交互作用粒子（Strongly interacting massive particles，縮寫 SIMPs），是一種彼此間以強力作用的假設粒子。在碰撞星系阿貝爾 3827，它們似乎是被散射而看起來落後於普通物質的暗物質。儘管與普通物質有微弱的作用，它們還是被推斷可能是暗物質。然而，自那發現之後，根據對群集的進一步觀測，就不在模型中給予考慮。
強相互作用例子被提出作為解決超高能宇宙射線的問題，以及沒有冷卻流的星系星團。
從1990年開始，各種實驗和觀測都對SIMP要成為暗物質產生了限制。
SIMP的湮滅會產生巨大的熱量。DAMA實驗受限於使用的Nal(TI)晶體。
測量天王星的能量過剩排除SIMP在150MeV至104 GeV的可能。地球的熱流極大地限制了任何截面。

## 進階讀物
- Bertone, Gianfranco. . Cambridge University Press. 2010: 762. ISBN 978-0-521-76368-4.
- Sharpe, Dan. . 2017  [2018-06-16]. ISBN 1520306318. （原始内容存档于2018-01-22）.